# Мастаба
Мастаба е древноегипетска гробница, имаща формата на пресечена пирамида. Строени са от кирпич или камък.

## История
За да се разбере значението на мастабата, както и конструкциите на древноегипетските гробници, е важно да се отчетат религиозните вярвания на древните египтяни. Най-големият подтик за древните египтяни е вярата им в задгробния живот. Това се отразява в тяхната архитектура и най-вече в огромните количества време, пари и човешки ресурси, отделяни в изграждането на гробниците им. „Египтяните вярвали, че душата може да живее само ако тялото се е запазило от разложение и плячкосване“
От преддинастичната епоха древните египтяни са се стремили да разработят методи за запазване на телата на мъртвите. Първоначално са използвали балсамиращи методи, и по-късно са създали и гробниците с цел да запазят за трупа за неопределено време.  Тялото трябвало да бъде поставено в дълбока, запечатана камера като мастабата. Тъй като останките не са в контакт със сухия пустинен пясък, не е можело да се извърши естественият процес на мумификация. С цел да запазят тялото, египетските жреци изработили система за изкуствена мумификация

## Структура
Думата мастаба идва от арабската дума за „пейка“, защото, когато се гледа от разстояние, тя прилича на пейката. Вътре в мастабата дълбока камера е изкопана в земята и облицована с камък или тухли.
Външните строителни материали са били първоначално тухли, изработени от сушена кал, която е лесно достъпна от река Нил. Дори когато и по-трайни материали от камък влезли в употреба, по-евтините и лесно достъпни тухли от кал са били използвани и за най-важните монументални структури .
Надземната структура е с правоъгълна форма, с полегати склонове, плосък покрив, и е около 4 пъти по-дълга, отколкото е широка, като се издига до най-малко 30 фута височина.
Мастабите са били строени в посока север-юг. В тази надземна структура се обособявало помещение за приношения, оборудвано с фалшива врата, до която свещениците и членовете на семейството носели храна и други дарове за душата на починалия.
Втора скрита камера, наричана сердаб, от арабската дума за „изба“, приютявала статуя на починалия, която била скрита в зидария, за да бъде защитена. Стените на сердаба имали малки отвори. Тези отвори не били предназначени за гледане на статуята, а по-скоро за да се позволи на аромата на горящ тамян, а вероятно и на думите, изречени в ритуалите, да достигнат до статуята.

## Еволюция в архитектурата
Броят на достъпните помещения в мастабата се увеличил толкова, че към края на Старото царство те представлявали същински лабиринт от коридори и зали. В началото на Старото царство типичните гробници на фараоните станали непресечените пирамиди, но в знак на царското благоразположение към високопоставени поданици мастабите се съхранили като гробници за тях.
Срещат се само в областта около Мемфис, наредени около фараонските пирамиди, образуващи некрополи с дълги улици, които се пресичали под прав ъгъл. От края на Старото царство са открити само грубо изработени мастаби, които разкриват упадъка на абсолютната монархия – отърсилите се от господството на фараона висши сановници сами строели гробниците си в своите имения.
През Средното царство отново се открива мастабата, все така в близост до царските пирамиди. През Новото царство тя изчезва, за да отстъпи пред хипогея.